# Ilex vomitoria
Ilex vomitoria är en vintergrön buske eller litet träd av järnekssläktet som härstammar från sydöstra Nordamerika.

## Användning
Amerikansk urbefolkning använde växtens blad till te, kallad "svart dryck" eller asi, för att användas vid bland annat manlighetsritualer. I ceremonin ingick kräkningar och européerna trodde felaktigt att detta förorsakades av drycken, därav det latinska namnet. Den aktiva ingrediensen är koffein och kräkningarna orsakades antingen genom den stora kvantiteten dryck som intogs på fastande mage eller var ett inlärt ceremoniellt beteende.